# Mad Max 2
Mad Max 2: Wojownik szos – australijski film z gatunku science fiction z 1981 roku w reżyserii George’a Millera, kontynuacja filmu Mad Max. Fabuła filmu została zbudowana na schemacie klasycznego westernu, czyli samotny bohater – Rockatansky pomaga pewnej społeczności w obronie rafinerii, przed atakującym ją gangiem dowodzonym przez Lorda Humungsa, ukrywającego swą twarz pod maską. W walce z bandytami pomaga mu pilot żyrokoptera oraz zdziczały chłopiec, miotający metalowymi bumerangami. Całość rozgrywa się na postapokaliptycznej Ziemi Zachodniej.

## Seria
- Mad Max
- Mad Max pod Kopułą Gromu

## Obsada
- Mel Gibson – 'Mad' Max Rockatansky
- Michael Preston
- Bruce Spence
- Vernon Wells
- Kjell Nilsson
- Virginia Hey
- Emil Minty